# Sudoma (osiedle)
Sudoma (ros. Судома) – osiedle przy stacji kolejowej w zachodniej Rosji, w wołoscie Wiazjewskaja (osiedle wiejskie) rejonu diedowiczskiego w obwodzie pskowskim.

## Geografia
Miejscowość położona jest w pobliżu rzeki Ilzna, 11 km od centrum administracyjnego osiedla wiejskiego (Pogostiszcze), 8,5 km od centrum administracyjnego rejonu (Diedowiczi), 104 km od stolicy obwodu (Psków).

## Demografia
W 2010 r. miejscowość liczyła sobie 13 mieszkańców.